# 山下メロ
山下 メロ（やました メロ、1981年3月29日 - ）は、日本の著作家。平成文化研究家を自称し、1980年代から90年代に全国各地の観光地で販売されていた土産物を「ファンシー絵みやげ」と名付け、庶民風俗として収集、研究し書籍やテレビ番組などで紹介している。山下メロ院長名義での執筆もある。
また、講演や展示会、グッズのプロデュースなども手掛ける。

## 来歴
広島市出身、埼玉県川越市へ移住後、中高生時代は加須市で育つ。久喜北陽高等学校卒業。
少年時代、7歳年上の姉の影響でファンシーグッズを購入し始める。その後、一旦はファンシーグッズ趣味からは離れるが、2010年頃フリーマーケットで出会い再び収集を始める。当初は会社員をしながらの活動であったが、活動に専念するために辞めている。インターネットでグッズを検索する際、名前がなく、このままでは文化が衰退してしまうと感じ、自ら「ファンシー絵みやげ」と命名、保存に努める。
また、2017年に「平成レトロ」を提唱し、平成初期の庶民文化の保護に努めている。
20000点を超えるコレクションを保有し、各種メディアで紹介している。

## 出版

### 著書
- ファンシー絵みやげ大百科 忘れられたバブル時代の観光地みやげ (イースト・プレス、2018年2月17日)ISBN 4781616216
- 平成レトロの世界 山下メロ・コレクション（東京キララ社、2022年11月29日）ISBN 4903883604

### 寄稿
- ファンシーメイト(竹村真奈・ゆかしなもん所長 著、ギャンビット、2014年6月27日)ISBN 4907462085
- 酒場人vol.2(OAK MOOK-592) (オークラ出版、2016年4月18日)ISBN 4775525506
- ハイポジ・オフィシャルブック 80年代、それぞれの青春 (双葉社、2020年3月28日）ISBN 4575315486

## 出演

### ラジオ
- くにまるジャパン (文化放送、2014年7月17日)
- 谷五郎のこころにきくラジオ (ラジオ関西、2014年11月4日)
- アフター6ジャンクション (TBSラジオ、2018年5月2日、2019年4月8日・5月27日・9月2日、2020年1月13日)[14][15]
- ON THE PLANET (エフエム東京、2021年11月23日)
- Sky presents 藤原竜也のラジオ(朝日放送ラジオ、2021年4月25日)

### テレビ
- シューイチ (日本テレビ、2014年10月26日)[16]
- 志村&所の戦うお正月 (テレビ朝日・朝日放送テレビ、2019年1月2日）[17]
- 新説!所JAPAN (関西テレビ、2019年3月11日)
- オタクのおたく (フジテレビ、2019年12月28日)[18]
- アウト×デラックス (フジテレビ、2020年1月9日)
- マツコの知らない世界 (TBSテレビ、2020年8月25日)[19]
- 全力!脱力タイムズ (フジテレビ、2021年4月23日)
- 月曜から夜ふかし（日本テレビ、2022年3月15日）
- バラいろダンディ（TOKYO MX、2022年4月12日）
- NEWニューヨーク（テレビ朝日、2022年10月26日・11月20日・11月23日）
- 5時に夢中!（TOKYO MX、2022年12月13日）